# Atelaw Bekele
Atelaw Yeshetela Bekele (Gayi, 4 december 1987) is een Belgische atleet van Ethiopische origine. Hij kwam als zestienjarige naar België en werd in 2008 tot Belg genaturaliseerd. In december 2011 werd hij Europees kampioen veldlopen, tevens de eerste Belg die deze titel kon binnenrijven. De wedstrijd werd gelopen in Velenje in Slovenië.

## Loopbaan
Bekele kwam naar België in 2004 en belandde in het opvangcentrum Klein Kasteeltje. Hij werd erkend als politiek vluchteling en kreeg de Belgische nationaliteit. Vervolgens ging hij inwonen bij een onthaalgezin in Heist-op-den-Berg en ging aanvankelijk aan de slag als fietshersteller in een kringloopwinkel. Alhoewel hij lid is van Atletiek Vlaanderen, is hij geen prof en gaat hij nog deeltijds werken.
Daarnaast won Bekele ook enkele manches in de Crosscup, een regelmatigheidscriterium in België.

## Persoonlijke records
Baan
| Onderdeel | Prestatie | Datum        | Plaats   |
| --------- | --------- | ------------ | -------- |
| 3000 m    | 8.07,14   | 11 juni 2011 | Leiden   |
| 5000 m    | 13.43,20  | 25 mei 2011  | Nijmegen |
| 10.000 m  | 29.47,60  | 14 juni 2009 | Utrecht  |

Weg
| Onderdeel | Prestatie | Datum            | Plaats   |
| --------- | --------- | ---------------- | -------- |
| 10 km     | 29.50     | 28 november 2010 | Tilburg  |
| 20 km     | 1:03.19   | 26 april 2008    | Lausanne |

## Kampioenschappen

### Internationale kampioenschappen
| onderdeel | titel             | jaar |
| --------- | ----------------- | ---- |
| veldlopen | Europees kampioen | 2011 |

### Belgische kampioenschappen
| Onderdeel | Jaar       |
| --------- | ---------- |
| veldlopen | 2009, 2011 |

## Palmares

### 5000 m
- 2013: 9e BK AC - 15.05,76

### 10 Eng. mijl
- 2012: 46e Dam tot Damloop - 53.02

### veldlopen
- 2009:  BK
- 2009:  EK U23 - 25.21,  landenklassement
- 2011:  BK
- 2011:  EK (9870 m) - 29.15
- 2012:  BK
- 2011/2012:  Crosscup
- 2013: 10e BK (10.075 m) - 33.29